# Honduras
Honduras ([hɔnˈduːras], spanische Aussprache [onˈduɾas], vollständige Bezeichnung Republik Honduras, spanisch República de Honduras) ist ein Staat in Zentralamerika. Honduras grenzt an Nicaragua, El Salvador und Guatemala. Der Staatsname leitet sich von dem spanischen Wort hondura ab, das Tiefe bedeutet.

## Geographie
| Grenze mit    | Länge   |
| ------------- | ------- |
| Guatemala     | 256 km  |
| El Salvador   | 342 km  |
| Nicaragua     | 922 km  |
| Karibik-Küste | 644 km  |
| Pazifik-Küste | 124 km  |
| insgesamt     | 2288 km |

### Lage und Topographie
Honduras liegt an der breitesten Stelle der mittelamerikanischen Landbrücke und grenzt im Süden an Nicaragua, im Nordwesten an Guatemala und im Südwesten an El Salvador. Der relativ kleine Grenzabschnitt der Südküste liegt am Pazifik. Im Norden liegt der Staat am Karibischen Meer. Hier reicht das mit Flüssen, Sümpfen und Lagunen durchsetzte Küstentiefland 70 Kilometer ins Landesinnere hinein. Der Großteil der Bevölkerung lebt im Westteil des Staates und im Departamento Cortés nördlich des Yojoa-Sees. In den Tälern an der Karibikküste befinden sich zahlreiche Bananenplantagen.
Durch das sonst vorwiegend gebirgige Land verläuft von Ost nach West ein Bergmassiv, das von mehreren Flüssen durchzogen wird. Die höchste Erhebung des Staates ist der Cerro Las Minas mit 2870 Meter Höhe. Durch die Kordillere verläuft eine der nordamerikanischen Wasserscheiden.
Im Golf von Fonseca (Spanisch: Golfo de Fonseca) im Südwesten sind dem Kontinent zahlreiche vulkanische Inseln vorgelagert. Seine Nutzung erfolgt zu gleichen Teilen durch die drei Anliegerstaaten.

### Klima
Honduras hat ein tropisches Klima, das in den höheren Lagen im Landesinneren gemäßigt ist. Im immerfeuchten karibischen Tiefland liegt die durchschnittliche Jahrestemperatur bei rund 26 °C. Im wintertrockenen pazifischen Raum beträgt das Jahresmittel etwa 31 °C, in den gemäßigten höheren Lagen circa 20 °C.
Die Niederschlagsmenge nimmt von Nord nach Süd ab. In den Gebirgstälern liegt das Jahresmittel bei 1016 Millimetern, entlang der Nordküste bei 2540 Millimetern. Die Trockenzeit dauert von November bis Mai. Die Regenzeit beginnt ungefähr im Mai und endet im Oktober. An der karibischen Küste jedoch regnet es das ganze Jahr über. Wirbelsturm Mitch verursachte im November 1998 große Schäden.

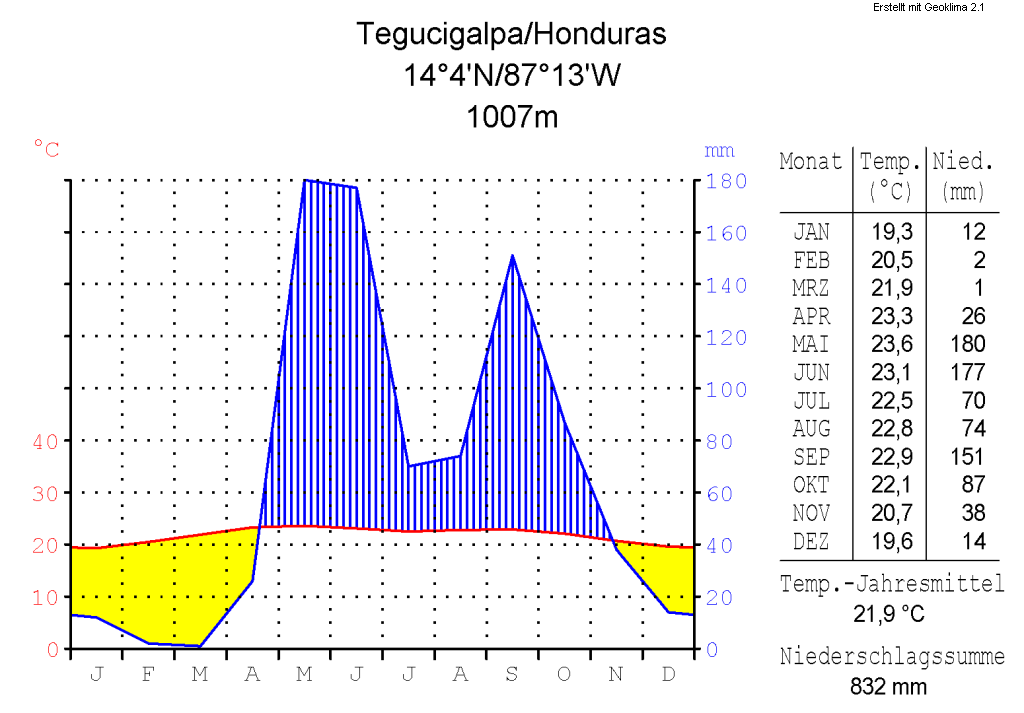
Klimadiagramm von Tegucigalpa
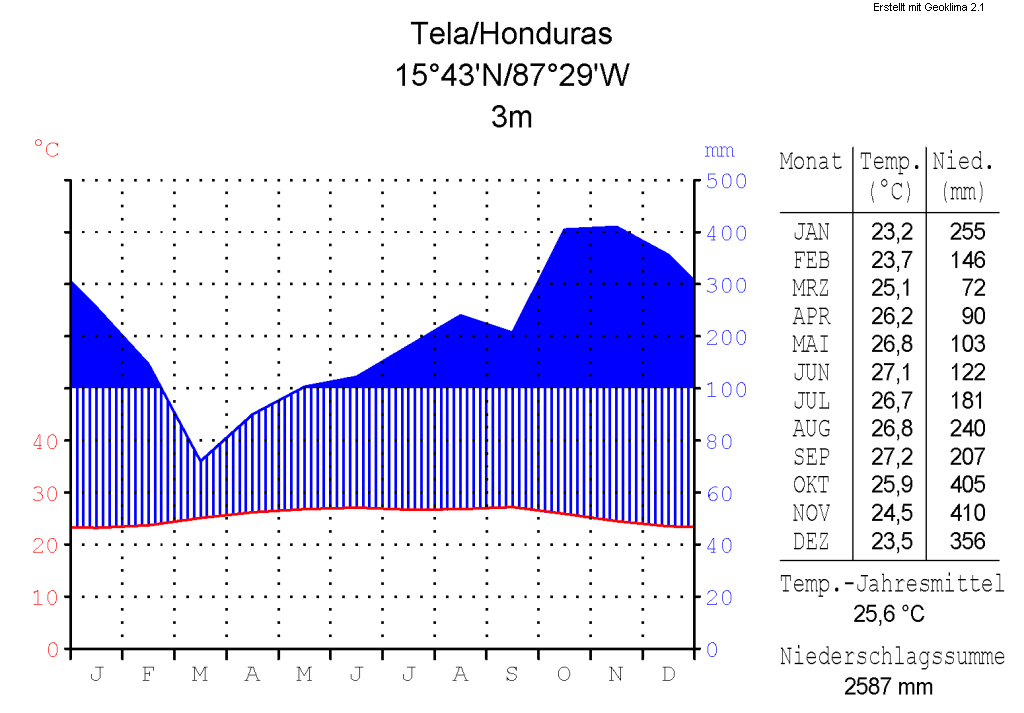
Klimadiagramm von Tela

### Gewässer
Die meisten Flüsse des Staates fließen in den Atlantischen Ozean. Der 320 Kilometer lange Río Patuca und der 240 Kilometer lange Río Ulúa sind die beiden längsten Flüsse des Landes. Der größte See und gleichzeitig größtes Trinkwasserreservoir Honduras’ ist der etwa 80 km² große Lago de Yojoa.
Wichtigste Flüsse:
- Río Patuca im Nordosten ist mit ca. 500 km der längste Fluss in Honduras und der zweitlängste in Mittelamerika, gebildet aus Guayape und Guayambre.
- Río Ulúa, er ist der wirtschaftlich wichtigste Fluss des Landes. Seine Zuflüsse sind der Río Sulaco, Jicatuyo, Otoro und der Chamelecón.
- Río Choluteca fließt durch die Hauptstadt Tegucigalpa.
- Río Negro, Grenzfluss zu Nicaragua.
- Río Coco ist ein anderer Grenzfluss von Honduras zu Nicaragua.
- Río Goascorán ist ein Grenzfluss zu El Salvador.
- Río Talgua
- Río Culmí
- Río Wuampú
- Río Guayape
- Río Boquerón
- Río Cangrejal

### Umwelt
Honduras weist einen großen Naturreichtum auf. Dazu gehören insbesondere der noch nahezu unberührte größte zusammenhängende Regenwald in Zentralamerika im Nordosten des Landes (Mosquitia) sowie das nach dem australischen Barrier-Riff weltweit größte Korallenriff-Ökosystem um die dem honduranischen Festland vorgelagerten Karibikinseln (Islas de la Bahía). In beiden Fällen besteht allerdings auch die Gefahr von zunehmenden Umweltzerstörungen durch illegales Abholzen und Brandrodungen aufgrund des demografischen Drucks einerseits und durch Überfischung, Meeresverschmutzung sowie zunehmenden Tauchertourismus andererseits.
Zunehmend setzt sich jedoch auch bei der honduranischen Regierung der Gedanke einer Förderung des internationalen Ökotourismus durch. In den großen Städten gibt es viele Umweltprobleme wie Wassermangel, Erosionserscheinungen, fehlende Abwasserentsorgung, illegale Mülldeponien und unkontrollierte Bautätigkeit.

### Flora und Fauna

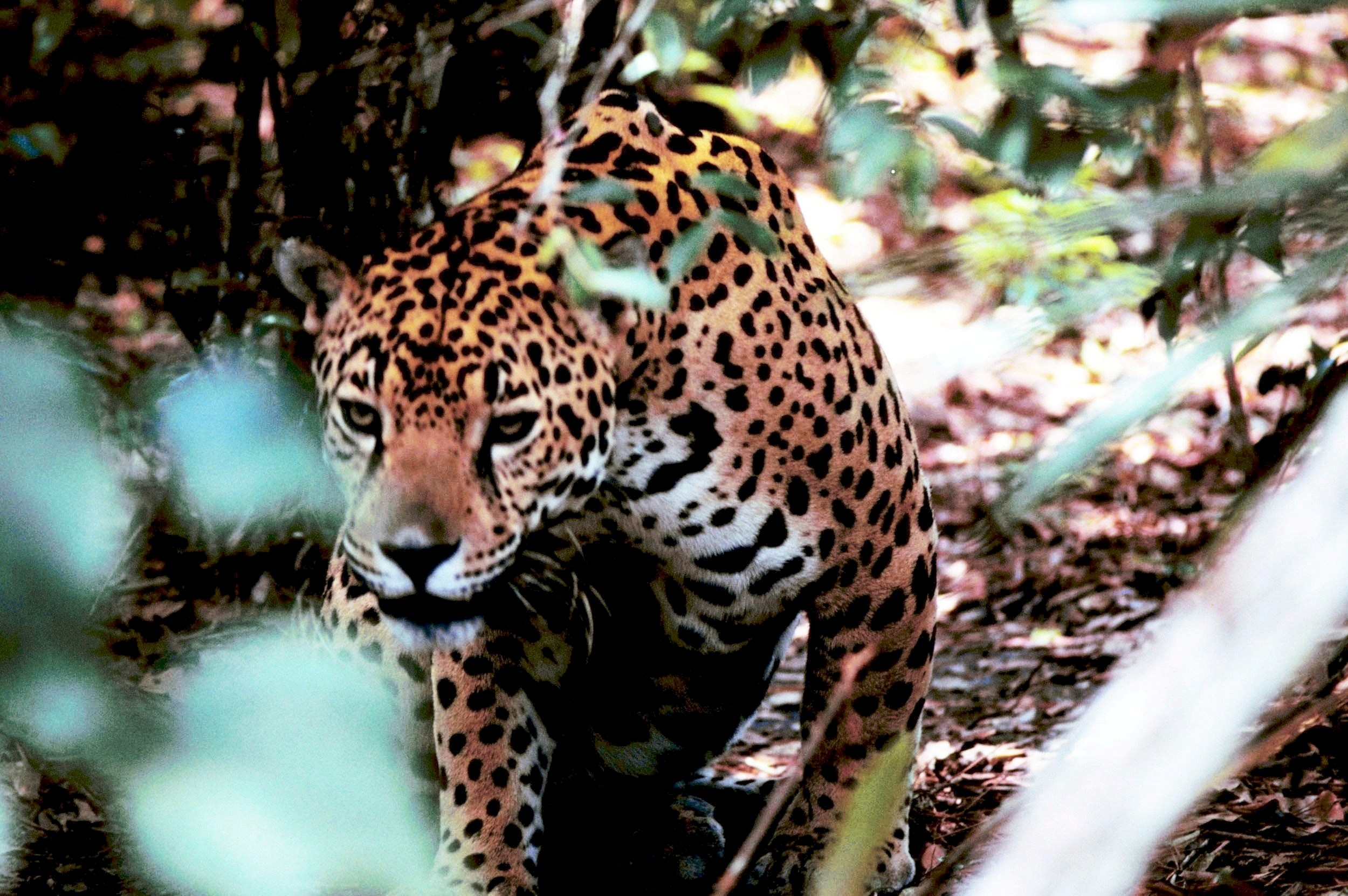
Jaguar

Etwa 48,1 Prozent des Landes sind von Wald bedeckt (2000). Das rund 5000 km² große Biosphärenreservat Río Plátano ist das größte Naturschutzgebiet von Honduras und gehört zu den letzten noch intakten Regenwaldgebieten Zentralamerikas. Der Park wurde 1982 von der UNESCO zum Weltnaturerbe erklärt. Insgesamt stehen etwa zehn Prozent der Landesfläche unter Naturschutz.
Eichen- und Kiefernwälder bedecken die kühleren Hochländer, im Flachland herrschen Gräser vor, Mangroven und Palmen finden sich in den Küstengebieten. Jährlich werden ca. 3000 km² Wald zerstört.
Wo das Holz abtransportiert werden kann, hat der Raubbau die Bestände an Edelhölzern wie Mahagoni, Zeder und Gelbholz schon stark verringert. Inzwischen haben US-Gesellschaften damit begonnen, die Kiefernsavannen im Nordosten ebenfalls holzwirtschaftlich zu nutzen. Sollte diese Entwicklung anhalten, werden in etwa 20 Jahren Wüsten die üppigen Wälder ersetzt haben.
In Honduras sind zahlreiche Tierarten beheimatet, u. a. Insekten, Krokodile, Schlangen, Echsen, Schildkröten, Hirsche, Affen (z. B. der Weißschulterkapuziner, Honduras’ kleinster Affe) und Kojoten. Ferner leben hier Raubkatzen wie Jaguar, Puma und Ozelot sowie verschiedene Reptilien, Vögel und Meerestiere.

### Regionen
Honduras ist in 18 Verwaltungsbezirke (Departamentos) aufgeteilt.
| 1. Atlántida 2. Choluteca 3. Colón 4. Comayagua 5. Copán 6. Cortés 7. El Paraíso 8. Francisco Morazán 9. Gracias a Dios | 1. Intibucá 2. Islas de la Bahía 3. La Paz 4. Lempira 5. Ocotepeque 6. Olancho 7. Santa Barbara 8. Valle 9. Yoro |

### Städte

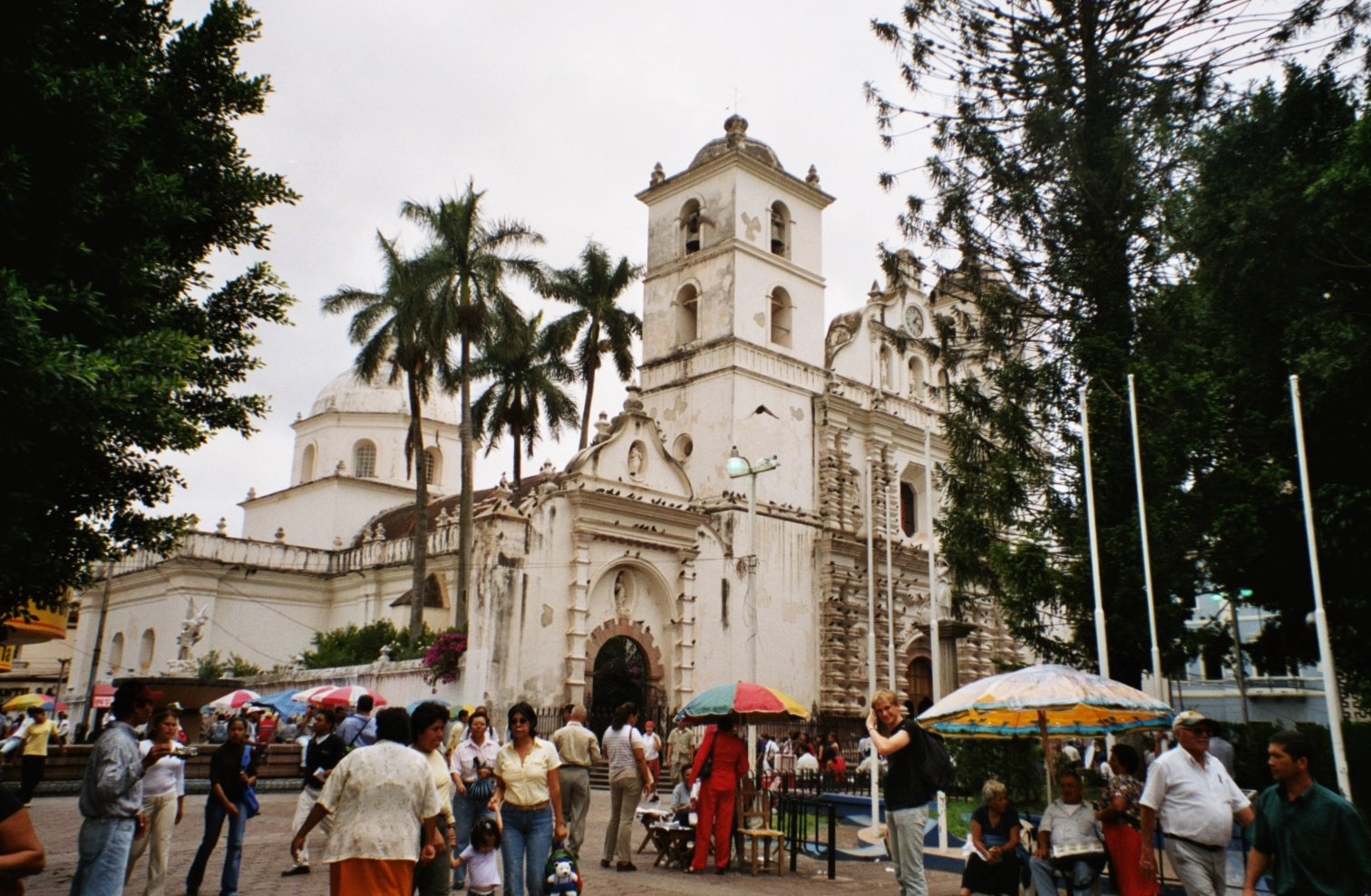
Kathedrale in Tegucigalpa

Die Hauptstadt und größte Stadt mit 1,05 Millionen Einwohnern (Stand 2017) ist Tegucigalpa, sie liegt im südlichen Teil des Landes im Gebirge, im Hinterland der Pazifikküste. Die größte Stadt im Norden ist San Pedro Sula (640.000 Einwohner), sie liegt im Nordwesten des Landes, in einer Entfernung von etwa 40 km zur Karibikküste und ist ein wichtiges Handelszentrum. Die drei wichtigsten internationalen Flughäfen befinden sich in diesen zwei Städten sowie in La Ceiba (189.000 Einwohner), die zusammen mit Puerto Cortés (65.000 Einwohner) die größten Hafenstädte an der Karibikküste sind.
Im Jahr 2023 lebten 60 Prozent der Einwohner von Honduras in Städten. Die größten Städte sind (Stand 2017):
1. Tegucigalpa: 1.051.600 Einwohner
2. San Pedro Sula: 640.200 Einwohner
3. La Ceiba: 189.500 Einwohner
4. Choloma: 184.700 Einwohner
5. El Progreso: 117.600 Einwohner
6. Comayagua: 103.300 Einwohner
7. Choluteca: 92.310 Einwohner
8. Villanueva: 70.960 Einwohner

## Bevölkerung

### Demografie
Honduras hatte 2023 10,6 Millionen Einwohner. Das jährliche Bevölkerungswachstum betrug + 1,5 %. Zum Bevölkerungswachstum trug ein Geburtenüberschuss (Geburtenziffer:  20,9 pro 1000 Einwohner vs. Sterbeziffer: 5,4 pro 1000 Einwohner) bei. Die Anzahl der Geburten pro Frau lag 2022 statistisch bei 2,3, die der Region Lateinamerika und die Karibik betrug 1,8. Die Lebenserwartung der Einwohner von Honduras ab der Geburt lag 2022 bei 70,7 Jahren. Der Median des Alters der Bevölkerung lag im Jahr 2021 bei 23,4 Jahren. Im Jahr 2023 waren 29,7 Prozent der Bevölkerung unter 15 Jahre, während der Anteil der über 64-Jährigen 4,4 Prozent der Bevölkerung betrug.
| Jahr | Einwohnerzahl | Jahr | Einwohnerzahl |
| ---- | ------------- | ---- | ------------- |
| 1950 | 1.547.000     | 1990 | 4.955.000     |
| 1960 | 2.039.000     | 2000 | 6.524.000     |
| 1970 | 2.717.000     | 2010 | 8.195.000     |
| 1980 | 3.678.000     | 2020 | 10.122.000    |

### Bevölkerungsstruktur
Die Bevölkerung konzentriert sich im Hochland des nordwestlichen Landesteils, das Gebiet um Tegucigalpa sowie den pazifischen Süden. Anders als etwa in Guatemala gehört der überwiegende Teil der honduranischen Bevölkerung zu den Mestizen, Nachfahren von europäischen Kolonialisten und Einwanderern und den Ureinwohnern des Landes. Sie stellen etwa neunzig Prozent der Bevölkerung. Der Rest der Bevölkerung setzt sich aus Indigenen (sieben Prozent), Schwarzen (zwei Prozent) und Europäern (ein Prozent) zusammen.
Die Garifuna, die indianische und schwarzafrikanische Vorfahren haben, leben vor allem in Küstendörfern an der gesamten Karibikküste von Honduras, Belize und z. T. Nicaragua und Guatemala. Sie haben sich ihre vollständig eigenständige Kultur bewahrt und sprechen noch die Garífuna-Sprache, die zu den Arawak-Sprachen gehört. Entgegen der landläufigen Meinung leben die Garifuna noch nicht sehr lange auf den Cayos Cochinos und den Islas de la Bahía (Bay Islands). Die dortigen Garifuna-Siedlungen entstanden erst in den 1950er Jahren.
Im Landesinneren und in Mosquitia gibt es noch kleine Gruppen indianischer Ureinwohner. Sie haben sich in schwer zugängliche Bergtäler zurückgezogen, wo sie vom Bildungs- und Gesundheitswesen und vom politischen Geschehen abgeschnitten sind. Einige Stämme von Flussindianern durchstreifen die Wälder an der Karibikküste noch als Jäger und Sammler. Das Vorrücken der Holzfällerkolonnen könnte auch ihren Lebensraum zerstören.
Das hohe Bevölkerungswachstum verstärkt die Landflucht und lässt die Elendsviertel der Städte wachsen. Mehr als die Hälfte der Einwohner lebt unterhalb der Armutsgrenze, ein Fünftel sind Analphabeten. Unter- und Fehlernährung sind weit verbreitet. Die medizinische Versorgung auf dem Land ist miserabel. Der Anteil der Analphabeten wurde zwar in den Städten auf unter 20 Prozent gesenkt, liegt aber auf dem Land noch immer bei über 50 Prozent. Der schlechte schulische und berufliche Ausbildungsstand der Bevölkerung ist wiederum ein Grund für den Mangel an Fachkräften, der die Entwicklung in allen Gesellschaftsbereichen behindert.
Honduras ist ein Auswanderungsland, ca. 720.000 Menschen haben das Land verlassen. 600.000 davon leben in den Vereinigten Staaten. Weitere Zielländer sind Spanien (40.000) und Mexiko (20.000). Honduras selbst verzeichnet eine sehr geringe Einwanderungsrate. Im Jahre 2017 waren lediglich 0,4 % der Bevölkerung im Ausland geboren.

### Sprache
Amtssprache ist Spanisch, das auch von den Mestizen gesprochen wird. Daneben sind indigene Sprachen verbreitet, wie zum Beispiel Miskito und Tawahka an der Miskitoküste, oder wenige Tausend Kekchí- und Chortí-Sprecher im Westen. An der Atlantikküste und auf den vorgelagerten Inseln wird kreolisch eingefärbtes Englisch gesprochen.

### Religion
Die Bevölkerung gehört zu ähnlich großen Teilen der römisch-katholischen (47 %) und anderen christlichen (protestantischen und evangelikalen) Glaubensrichtungen (41 %) an. Durch Unterstützung aus den USA haben verschiedene protestantische Kirchen erfolgreiche Missionsarbeit geleistet, besonders auf den Islas de la Bahía.
Die Katholiken stellen jedoch weiterhin mit Abstand die größte Religionsgemeinschaft. International anerkannt ist der Anfang des Jahres 2001 in den Kardinalsstand erhobene Erzbischof von Tegucigalpa und ehemalige Vorsitzende der lateinamerikanischen Bischofskonferenz, Óscar Rodríguez Maradiaga. Als Vorsitzender der vom Staatspräsidenten gebildeten Anti-Korruptionskommission setzt er sich für mehr Transparenz und soziale Verantwortung im politischen Leben seines Landes ein.
Die Indigenen – insbesondere in den abgelegenen Regionen – bekennen sich noch heute zu ihren traditionellen mesoamerikanischen Religionen, die allerdings im Laufe der Zeit christliche oder auch afrikanisch-religiöse Elemente amalgamiert haben.

### Armut in Honduras
Honduras ist neben Haiti eines der ärmsten Länder Mittelamerikas.
Obwohl 61,9 % der Bevölkerung unterhalb der nationalen Armutsgrenze leben, leben dennoch nur 17,2 % der Bevölkerung unterhalb der internationalen Armutsgrenze (1,90 US$, 2011 PPP).
Jedes Jahr wandern viele Honduraner ins Ausland aus, vornehmlich in die USA. Die Arbeitslosigkeit in Honduras ist hoch, jedoch sind aufgrund der Erwerbsstruktur die Statistiken kaum verlässlich. Gerade die tatsächliche Armut der Landbevölkerung ist über eine Arbeitslosenstatistik nicht erfassbar.
Problematisch sind auch die aus Armut und Hoffnungslosigkeit entstandenen Jugendbanden wie „Barrio 18“ (auch als Mara 18 bekannt) oder „Mara salvatrucha“, die teilweise ganze Viertel und Städte terrorisieren. Viele Mitglieder kommen aus zerrütteten Familien.
Schätzungen gehen davon aus, dass beide rivalisierende Jugendbanden jeweils bis zu 40.000 Mitglieder haben. Ähnliche Banden, deren Mitglieder ihre Zugehörigkeit u. a. durch Tätowierungen zum Ausdruck bringen, sind auch in anderen benachbarten Staaten ein Problem.
Die Regierung geht hart gegen diese Jugendbanden vor. Seit 2003 gibt es ein Gesetz, das allein die Mitgliedschaft in einer Bande mit mindestens drei Jahren Gefängnis bestraft. Die katholische Kirche und andere christliche Organisationen haben ein Resozialisierungsprogramm für ehemalige „Mareros“ eingerichtet.

### Bildungssystem
Schulsystem
Die größte Einzelposition im honduranischen Staatshaushalt ist der Bildungs- und Erziehungssektor. Nahezu 20 % des Gesamtbudgets entfallen auf diesen Bereich. Das Land verfügt über ca. 60.000 Lehrer, die rund eine Million Grundschüler und 700.000 Schüler weiterführender Schulen betreuen. Die Regierung bemüht sich verstärkt um eine Reduzierung der Analphabetismusquote von 11,5 %. In Honduras besteht Schulpflicht für Kinder zwischen sieben und zwölf Jahren, der Schulbesuch ist kostenlos.
Trotzdem haben in Honduras rund 50 % aller Kinder keinen Grundschulabschluss. Ursachen sind fehlende Mittel für Schulbücher und Lehrmittel, Lehrermangel in abgelegenen Gebieten und teilweise Schulunterricht in großen Klassen (1. bis 6. Klasse) in einem einzigen Schulzimmer.
Nach der Pflichtschule kann der plan basico absolviert werden (normalerweise mit 15 Jahren). Danach kann am colegio in weiteren 6 Jahren (jeweils 3 Jahre Grundkurs und 3 Jahre Spezialisierung) ein Fachabitur erlangt werden. Wer später studieren will, macht einen Abiturabschluss, den bachillerato.
Universitäten
Es gibt zwei staatliche Universitäten, die „Nationale Autonome Universität von Honduras“ (UNAH) in Tegucigalpa mit weiteren Studienzentren in San Pedro Sula, La Ceiba, Santa Rosa de Copán und Comayagua sowie die „Nationale Pädagogische Universität Francisco Morazán“ (UNPFM) in Tegucigalpa. Die wichtigsten Privatuniversitäten sind die Technische Universität (Universidad Tecnológica de Honduras) und die von der katholischen Kirche getragene Universität (Universidad Católica). Zudem gibt es im Land zwei Fachhochschulen im Agrar- und Forstbereich (Escuela Agricola Panamericana Zamorano, Escuela Nacional de Ciencias Forestales).

### Gesundheit
Die Gesundheitsausgaben des Landes betrugen im Jahr 2021 9,2 % des Bruttoinlandsprodukts. Im Jahr 2020 praktizierten in Honduras 4,9 Ärztinnen und Ärzte je 10.000 Einwohner. Die Sterblichkeit bei unter 5-jährigen betrug 2022 16,0 pro 1000 Lebendgeburten. Die Lebenserwartung der Einwohner von Honduras ab der Geburt lag 2022 bei 70,7 Jahren (Frauen: 73,2, Männer: 68,5). Die Lebenserwartung stieg von 68,7 Jahren im Jahr 2000 bis 2022 um 3 %.

### Sicherheit und Kriminalität
Honduras blieb während der Jahre nach 2000, zumindest was die Städte betrifft, eines der unsichersten Länder der Welt. Die Zeitungen waren tagtäglich voll von Meldungen über Morde, Überfälle, Vergewaltigungen, Einbrüche und Entführungen. Ein Teil dieser Taten, wenn auch wahrscheinlich nicht in dem von den Medien dargestellten Ausmaß, geht auf das Konto der Jugendbanden (maras). In den Städten sind vor allem die Armenviertel von der Gewalt betroffen. In den reicheren Vierteln gibt es viele staatliche und private Sicherheitsleute. Viele Gewaltverbrechen haben jedoch auch einen privaten Tathintergrund.
Die Mordrate (Taten pro 100.000 Einwohner) erreichte nach einem Anstieg von einem Wert von über 50 im Jahr 2007 in den Jahren 2011/2012 einen Höhepunkt weit über 80, ging darauf bis 2016 langsam zurück auf 60 und sank nochmals stark unter 50 im Jahr 2017. Weltweit gesehen lag Honduras nach den Zahlen der UNODC im Jahr 2015 bei der weltweit zweithöchsten Zahl an Tötungsdelikten pro Einwohner, nämlich 63,7 je 100.000 (auf dem ersten Platz lag El Salvador mit 108,6, in Deutschland waren es 0,8). Im weltweiten Städtevergleich (größer 300.000 Einwohner) lag San Pedro Sula 2014 mit 171,2 Tötungsdelikten/100.000 Einwohner zum vierten Mal hintereinander auf dem ersten Platz.

## Geschichte

### Vor der Ankunft der Europäer und Entdeckung
Hinweise auf Siedlungen der Maya in Honduras gibt es seit mindestens 1000 v. Chr. in Copán im Westen des Landes, doch wie viele Stadtstaaten der Maya, wurden auch diese unter geheimnisvollen Umständen um etwa 900 n. Chr. verlassen. Kolumbus setzte im Jahre 1502 bei Trujillo im Norden von Honduras erstmals seinen Fuß auf das amerikanische Festland und nannte das Land in Anspielung auf die große Tiefe des Wassers vor der Karibikküste „Honduras“ (Tiefen).

### Kolonialisierung
Cristóbal de Olid ging am 3. Mai 1523 im Auftrag von Hernán Cortés an Land und nahm es für die spanische Krone in Besitz.
Als die spanischen Konquistadoren bei ihrem Vormarsch 1524 in dieses ehemals von den Maya besiedelte Gebiet eindrangen, stießen sie auf zahlreiche untereinander verfeindete indianische Volksgruppen wie die Lenca, Pipil, Chorotega, Jicaques, Paya und andere, die zunächst erbitterten Widerstand leisteten. 1525 unternahm Hernán Cortés einen Kriegszug, 1536 Pedro de Alvarado einen weiteren, um den vom Häuptling Lempira geführten Aufstand niederzuschlagen. 1540 gründeten die Spanier schließlich die Hauptstadt Comayagua und gliederten die Provinz dem Generalkapitanat von Guatemala ein. Die heutige Hauptstadt Tegucigalpa wurde 1578 als Siedlung in der Nähe von Gold- und Silberminen gegründet. Die spanischen Kolonisten waren primär an der Förderung dieser Edelmetalle interessiert. Die ursprünglich über 1,2 Millionen Menschen zählende indigene Bevölkerung dezimierten sie bis 1778 durch Kriege, Zwangsarbeit und eingeschleppte Krankheiten auf ca. 88.000. Die Indigenen behielten zwar ihr Gemeindeland, auf dem sie Subsistenzwirtschaft betreiben durften, waren jedoch von der Kolonialverwaltung regelmäßig dazu verpflichtet Arbeitskräfte für Bergwerke und Plantagen zu stellen.

### Unabhängigkeit

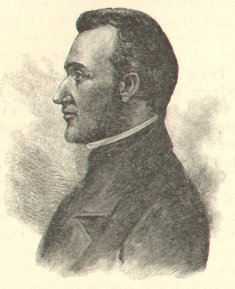
Francisco Morazán

1821 schloss sich die Provinz-Oligarchie der Erhebung der anderen zentralamerikanischen Provinzen gegen die spanische Krone an. Nach nur zweijähriger Anbindung an das Kaiserreich von Mexiko verselbständigten sie sich im Staatenbund der „Vereinigten Provinzen von Zentralamerika“ (Zentralamerikanische Konföderation). Eine seiner Führungsfiguren, der als „mittelamerikanischer Bolívar“ verehrte Francisco Morazán (1792–1842), stammte aus Honduras. Aber auch er konnte das Ausbrechen seiner Heimatprovinz und den Zusammenbruch des Staatenbundes 1839 nicht verhindern. Von Beginn der „Freiheit“ an kämpften mehrere Fraktionen der Oligarchie um die Macht.

### Die Entwicklung nach der Unabhängigkeit
Von 1821 bis 1876 wechselten sich 85 Regierungen ab. Erst 1876 stabilisierte sich die Regierung und Marco Aurelio Soto leitete eine liberale Wende ein: Er säkularisierte den Kirchenbesitz, führte die Zivilehe und ein staatliches Bildungswesen ein. Seine Gegner (Kirche und Großgrundbesitzer) und Befürworter (das städtische Bürgertum) organisierten sich später in der Nationalen Partei und in der Liberalen Partei, die bis heute die wichtigsten Parteien geblieben sind. Gleichzeitig trieb Soto die Erschließung und Weltmarktöffnung des isolierten Landes voran. Großzügige Konzessionen lockten US-Konzerne an und führten zur Entwicklung einer kolonieähnlichen Fremdbestimmung. Die Diktatoren Tiburcio Carías Andino und Juan Manuel Gálvez, die von 1933 bis 1948 bzw. von 1949 bis 1954 an der Macht waren, betätigten sich als Handlanger der United Fruit Company. Der Streik von rund 25.000 Arbeitern auf den US-amerikanischen Bananenplantagen im Jahre 1954 leitete die Bändigung der Macht ein, die von der „Bananen-Enklave“ auf den „Rest des Landes“ ausgeübt wurde. Ebenfalls 1954 stellte Honduras sein Territorium für eine von der CIA organisierte Invasionstruppe im Rahmen der Operation PBSUCCESS zum Sturz des guatemaltekischen Präsidenten Jacobo Arbenz Guzmán zur Verfügung.

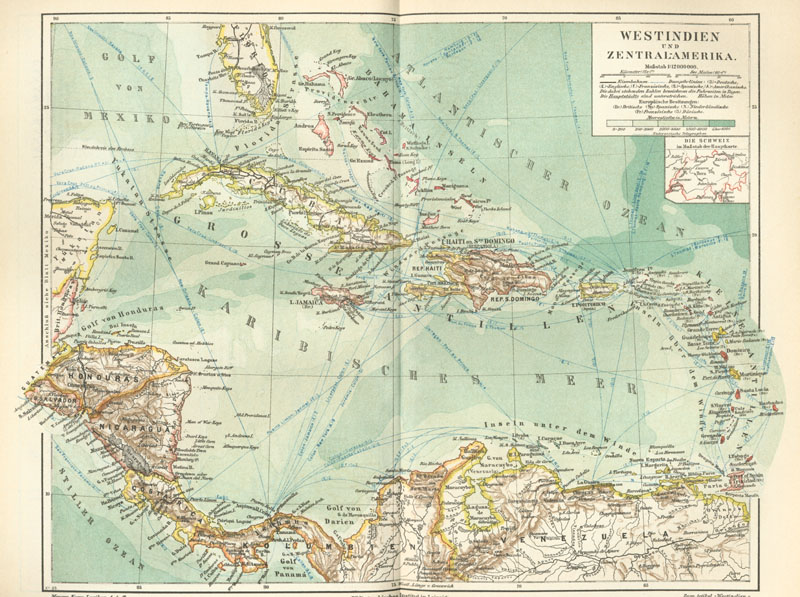
Die Karibik am Ende des 19. Jahrhunderts

Bereits mit der Verfassung von 1894 war das allgemeine, gleiche und geheime (1906: öffentliche) Männerwahlrecht eingeführt worden; erst 1954 aber wurde das aktive Frauenwahlrecht Gesetz. Während das Frauenwahlrecht optativ war, bestand für Männer durchweg Wahlpflicht. Das für die Zuerkennung des Wahlrechts notwendige Mindestalter schwankte zwischen 18 und 21 Jahren.
1969 kam es zu einer militärischen Auseinandersetzung mit El Salvador, die als „Fußballkrieg“ in die Geschichte einging. Der Grund waren Spannungen um Wirtschaftsflüchtlinge aus El Salvador, die seit längerem von der Bevölkerung Honduras’ für die wirtschaftlichen Probleme verantwortlich gemacht und angefeindet wurden. Der Krieg kostete 3000 Menschen das Leben, 6000 wurden verletzt. Der Konflikt selbst dauerte jedoch bis 1980 an und wurde unter Vermittlung der Organisation Amerikanischer Staaten durch ein Friedensabkommen beigelegt.
Die Reformansätze des Präsidenten José Ramón Villeda Morales, der von 1957 bis 1963 regierte, wurden zwar zunächst durch Militärputsche aufgehalten, aber die Militärregierung unter Oswaldo López Arellano, der von 1972 bis 1975 an der Macht war, griff sie wieder auf und trieb sie unter dem Druck von Gewerkschaften und Bauernorganisationen voran. Sie packte vor allem eine vergleichsweise großflächige Agrarreform an, obwohl ihre Durchführung von zwei nachfolgenden Militärregierungen gebremst wurde. Die Ausmaße der Unterdrückung und Folter unter den Militärregimen in Honduras waren jedoch nicht ganz so stark ausgeprägt wie in den Nachbarstaaten. Sie verboten zwar allzu linke Parteien und Organisationen, beließen aber den beiden großen Parteien samt ihren Abspaltungen und vor allem den starken Bauernorganisationen politische Freiräume. Diese autoritäre Toleranz bildet einen wesentlichen Grund, warum bislang in Honduras Guerillagruppen über Ankündigungen des bewaffneten Widerstandes nicht hinauskamen. Dem sogenannten Bataillon 316 werden im Zusammenhang mit der Diktatur die Ermordung, das Verschwindenlassen und die Folterung hunderter Honduraner vorgeworfen. Das Bataillon wurde von der amerikanischen CIA und dem argentinischen Militär trainiert.

### Rückkehr zur Demokratie
Bei den Präsidentschaftswahlen von 1981, die die Rückkehr zur Demokratie signalisierten, erhielt der Kandidat der Liberalen Partei, Roberto Suazo Córdova, eine eindeutige Mehrheit. Viele Beobachter hegten Zweifel an seiner politischen Überlebensfähigkeit in einem Land, in dem es in 150 Jahren immerhin 125 Militärputsche gab. Er überstand eine schwere Wirtschaftskrise und viele Putschgerüchte. Er und sein Nachfolger José Azcona Hoyo mussten es allerdings wohl oder übel hinnehmen, dass Honduras zu einem Brückenkopf der USA im unerklärten Krieg gegen Nicaragua wurde. Erst 1989 erzielte eine internationale Konferenz Einigung über den Abzug der nicaraguanischen „Contras“.

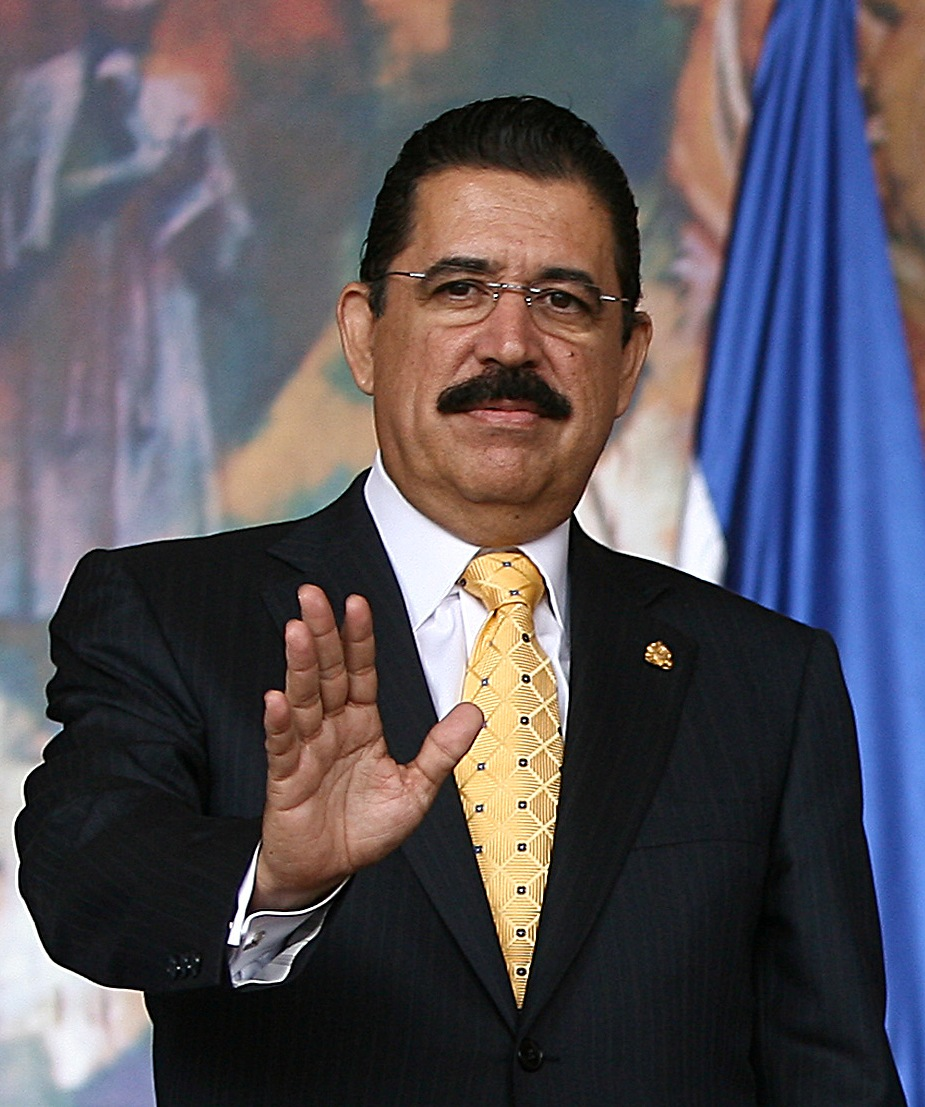
Manuel Zelaya (2007)

Das von der Schuldenkrise gebeutelte Land ist von ausländischer Überlebenshilfe (insbesondere aus den USA) abhängig, die es jedoch nicht ohne Gegenleistungen gibt. Die Tradition der Fremdbestimmung erhielt eine neue Variante, das Wort von der „Bananenrepublik“ eine neue Begründung. Zu den Folgewirkungen der massiven Präsenz der USA gehörten nationalistische Aufwallungen. 1992 schlossen El Salvador, Guatemala und Honduras ein Freihandelsabkommen. Der 1993 gewählte Präsident Carlos Roberto Reina versuchte in seiner Amtszeit, den Einfluss des Militärs einzudämmen. Sein Nachfolger Carlos Roberto Flores Facussé initiierte eine reformorientierte Wirtschaftspolitik. Bei den Präsidentschaftswahlen 2002 ging Ricardo Maduro Joest von der Nationalen Partei als Sieger hervor.
1998 zog der Wirbelsturm Mitch gleich mehrere Male über Honduras hinweg und verwüstete dabei große Teile des Landes. Selbst das von der Karibikküste beinahe 300 km entfernte Tegucigalpa blieb nicht verschont und noch heute sind die Folgen der Naturkatastrophe sichtbar. „Mitch“ warf die honduranische Wirtschaft um Jahre zurück, da insbesondere die Bananenplantagen unter der Katastrophe gelitten haben.
Die Präsidentschaftswahlen im November 2005 gewann mit Manuel Zelaya Rosales wieder ein Kandidat der Liberalen. Er versprach vor allem nachhaltige Maßnahmen gegen die Kriminalität. Manuel Zelaya wollte jedoch nach Ablauf seiner vierjährigen Amtszeit ein Verfassungsreferendum durchführen lassen, welches seine Wiederwahl ermöglicht hätte. Da das der honduranischen Verfassung nicht entsprach, wurde gegen ihn ein Amtsenthebungsverfahren durch die beiden Kongresskammern eingeleitet, welches durch das Oberste Gericht (Corte Suprema de Justicia) bestätigt wurde. Da Zelaya dem nicht Folge leisten wollte, veranlasste der Oberste Richter seine Verhaftung.

### Putsch 2009
Am Morgen des 28. Juni 2009 wurde der amtierende Präsident Manuel Zelaya Rosales vom Militär gestürzt, zunächst gefangen genommen und dann nach Costa Rica ausgeflogen. In weiten Teilen der Hauptstadt wurden der Strom abgestellt und die Telefonverbindungen gekappt. Der staatliche Fernsehsender Canal 8 und viele Radiosender sowie ausländische Kanäle wie teleSUR und Cubavisión Internacional wurden abgeschaltet. Die nicht abgeschalteten Fernsehkanäle sendeten keine politischen Informationen. Als Nachfolger wurde vom Parlament Roberto Micheletti zum Interimspräsidenten ernannt, der als Erstes eine 48-stündige Ausgangssperre verhängte. Trotzdem kam es zu Protesten. Der neue Präsident war international nicht anerkannt. Sämtliche EU-Staaten und sämtliche Staaten Amerikas mit Ausnahme der USA zogen ihre diplomatischen Vertretungen auf Botschafter-Ebene aus Honduras ab. Nicaragua, El Salvador und Guatemala schlossen ihre Grenzen zu Honduras. Am 21. September 2009 kehrte Zelaya überraschend nach Honduras zurück und fand vorübergehend in der brasilianischen Botschaft Asyl, ab Mai 2011 schloss Zelaya mit dem Präsidenten Lobo einen Vertrag über seinen Verbleib im Land.

### Nach dem Jahr 2009
Am 29. November 2009 fand wie geplant die Präsidentenwahl statt. Als neuer Präsident von Honduras wurde Porfirio Lobo Sosa gewählt.
Bei der Präsidentschaftswahl 2013 wurde Juan Orlando Hernández aufgrund eines Wiederwahlverbots der Nachfolger Lobos.
Im Nachgang zu den Wahlen im November 2017, welche Hernández knapp gewonnen hatte, wurden Manipulationsvorwürfe laut und die Opposition mit dem Kandidaten Salvador Nasralla wollte das Resultat nicht anerkennen. Bei Unruhen kamen bis Mitte Januar 2018 mindestens 20 Menschen ums Leben, über 1500 Personen waren festgenommen worden. Die Opposition wollte die Proteste bis mindestens zur Amtseinführung am 27. Januar 2018 fortsetzen. Die Präsidentschaftswahl am 28. November 2021 gewann Xiomara Castro.
Stand 2023 ist Honduras von Bandengewalt geprägt, deren Ausmaß einen kriegsähnlichen Zustand erreicht hat. Dies führt dazu, dass Familien aus Honduras versuchen, in die USA zu fliehen, weil sie verhindern wollen, dass ihre Söhne rekrutiert oder ihre Töchter sexuell missbraucht werden. Laut den Vereinten Nationen leben von den etwa 9,7 Millionen Einwohnern 400.000 als Binnenvertriebene im Land.

## Politik
Das Land verfügt zwar über ein Mehr-Parteien-System, jedoch wird die politische Stabilität durch Korruption, institutionelle Schwäche und die allgegenwärtige Gewalt im Land bedroht.

### Staatsaufbau

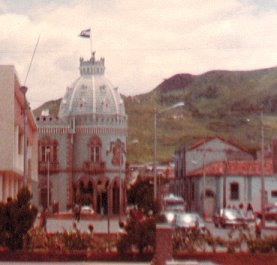
Präsidentenpalast in Tegucigalpa

Honduras ist laut Verfassung von 1982 ein demokratischer Rechtsstaat. Gewaltenteilung und Unabhängigkeit der Justiz sind garantiert. Traditionell spielt der mit umfassenden Befugnissen ausgestattete Staatspräsident eine vorherrschende Rolle. Der Präsident wird vom Volk direkt gewählt. Die Amtszeit des Präsidenten beträgt vier Jahre, ohne Möglichkeit der Wiederwahl. Der Einkammer-Nationalkongress setzt sich aus insgesamt 128 Abgeordneten der beiden großen traditionellen Parteien (Partido Liberal und Partido Nacional) sowie der Splitterparteien PINU, PDCH und PUD zusammen. Dem Obersten Gerichtshof gehören neun von Regierung und Parlament gemeinsam benannte Richter an, ihre Amtszeit beträgt sieben Jahre. Jüngste institutionelle Reformen haben einen nationalen Rechnungshof und ein Oberstes Wahlgericht geschaffen.

### Politische Indizes
| Name des Index                     | Indexwert    | Weltweiter Rang | Interpretationshilfe | Jahr |
| ---------------------------------- | ------------ | --------------- | --- | ---- |
| Fragile States Index               | 78,1 von 120 | 56 von 179      | Stabilität des Landes: erhöhte Warnung 0 = sehr nachhaltig / 120 = sehr alarmierend Rang: 1 = fragilstes Land / 179 = stabilstes Land | 2024 |
| Demokratieindex                    | 4,98 von 10  | 90 von 167      | Hybridregime 0 = autoritäres Regime / 10 = vollständige Demokratie                                                                    | 2024 |
| Freedom in the World Index         | 48 von 100   | —               | Freiheitsstatus: teilweise frei 0 = unfrei / 100 = frei                                                                               | 2024 |
| Rangliste der Pressefreiheit       | 38,2 von 100 | 146 von 180     | Sehr ernste Lage für die Pressefreiheit 100 = gute Lage / 0 = sehr ernste Lage                                                        | 2024 |
| Korruptionswahrnehmungsindex (CPI) | 22 von 100   | 154 von 181     | 0 = sehr korrupt / 100 = sehr sauber                                                                                                  | 2024 |

### Innenpolitik
Seit Ende der 1980er Jahre sind die jeweiligen Staatspräsidenten aus freien und demokratischen Wahlen hervorgegangen. Die beiden großen Parteien haben sich in dieser Zeit in der Regierungsverantwortung abgelöst. Am 28. Juni 2009 wurde jedoch der letzte gewählte Staatspräsident Manuel Zelaya vom Militär gestürzt. Dem Staatsstreich vorausgegangen war ein Streit über ein Referendum zur Einberufung einer Verfassungsgebenden Versammlung. Am Tag des Putsches war der Volksentscheid geplant. Der Staatspräsident setzte die Bemühungen der Vorgängerregierung um Armutsbekämpfung und Verbesserung der wirtschaftlichen und sozialen Verhältnisse fort. Diese Bemühungen waren durch den verheerenden Wirbelsturm „Mitch“ Ende des Jahres 1998 erheblich erschwert worden. Das von Honduras im September 2001 vorgelegte Armutsbekämpfungsprogramm wurde von der Weltbank und dem Internationalen Währungsfonds (IWF) als Voraussetzung für die Teilnahme des Landes an der HIPC-Entschuldungsinitiative (Highly-Indebted Poor Countries) angenommen. Ein erster Schritt dazu war im Februar 2004 die Einigung mit dem IWF über ein Dreijahres-Hilfsprogramm 2004/2006.

### Menschenrechte
Die Lage der Menschenrechte in Honduras hat sich nach der Konsolidierung des Friedensprozesses in Zentralamerika und der Etablierung demokratischer Regierungen erheblich verbessert. Allerdings kommt es nach Angaben von nichtstaatlichen Menschenrechtsorganisationen immer wieder zu institutionellen Unzulänglichkeiten und Übergriffen von Polizei und Sicherheitsorganen. Besonders davon betroffen sind Angehörige ethnischer Minderheiten (Angehörige indigener Völker, Nachfahren schwarzafrikanischer Sklaven) und sozial benachteiligte Gruppen (Straßenkinder). Ein weiterhin ungelöst gebliebenes Problem aus der Vergangenheit ist die Straffreiheit für Staatsbedienstete, die während der Herrschaft der Militärregimes Menschenrechtsverletzungen begangen haben. Wiederholte Bemühungen des vom Nationalkongress eingesetzten Menschenrechtskommissars und nationaler Nichtregierungsorganisationen (Komitee der Familienangehörigen von Verhafteten/Verschwundenen) haben bisher nicht die erhofften Ergebnisse erbracht. Die Lage in den honduranischen Haftanstalten ist besorgniserregend. Im Mai 2004 kam es im Zentralgefängnis in der zweitgrößten honduranischen Stadt San Pedro Sula zu einer Brandkatastrophe, bei der über 100 Todesopfer zu beklagen waren. Der vom damaligen Staatspräsidenten Ricardo Maduro Joest verfügte Einsatz des Militärs zur Verbrechensbekämpfung hat nach Ansicht von Amnesty International und lokaler Menschenrechtsgruppen wie der Kinderrechtsorganisation Casa Alianza nicht zu einer Verbesserung geführt. Ein Problem stellt die Bekämpfung der vor allem in den Großstädten ausufernden Bandenkriminalität dar.
Seit dem Staatsstreich in Honduras 2009 beklagen Menschenrechtsorganisationen eine andauernde Welle von Menschenrechtsverletzungen gegenüber Gegnern des Staatsstreichs, darunter zahlreiche Morde, Folter, Vergewaltigungen und Entführungen. Die Vorsitzende des Komitees der Familienangehörigen von Festgenommenen und Verschwundenen in Honduras (COFADEH), Bertha Oliva, bezeichnete die Menschenrechtsverletzungen unter der Regierung Lobo als „systematisch und selektiv“ und konstatierte, dass diese Menschenrechtsverletzungen nun von dafür bezahlten Personen begangen werden. Darüber hinaus seien Beamte der staatlichen Institutionen aktiv daran beteiligt, Ermittlungen zu manipulieren und Anzeigen wegen Menschenrechtsverletzungen zu vertuschen.
Im Gefängnis von Comayagua brach am 14. Februar 2012 ein Großbrand aus, der 358 Insassen das Leben kostete. Das Gefängnis war für 400 Personen ausgelegt, doch mit 820 Personen überbelegt.

### Verteidigung
Im April 1995 beschloss das Parlament die Abschaffung der allgemeinen Wehrpflicht und den Aufbau von Streitkräften aus freiwilligen Soldaten mit einer Stärke von ca. 18.800 Mann. Durch eine Verfassungsänderung vom Januar 1999 wurden die Streitkräfte (Fuerzas Armadas de Honduras) dem Präsidenten unterstellt. Im Jahr 2019 verfügten die Streitkräfte über 15.500 Soldaten.
- Heer: 7.500 Mann
- Marine: 1.500 Mann
- Luftwaffe: 2.500 Mann
- Militärpolizei: 4.000 Mann

### Außenpolitik
Nach der Beilegung der Bürgerkriege in Nicaragua (1990), El Salvador (1992) und Guatemala (1996) ist Honduras insbesondere an der wirtschaftlichen Entwicklung in der Region und an einer weitergehenden Integration Zentralamerikas interessiert. Das Land ist aktives Mitglied in dem durch das Protokoll von Tegucigalpa 1991 gegründeten Zentralamerikanischen Integrationssystem. Mit Nicaragua und El Salvador gibt es seit geraumer Zeit Grenzstreitigkeiten, die jeweils dem Internationalen Gerichtshof in Den Haag zur rechtlichen Klärung vorgelegt und zum Teil auch gelöst wurden. Auch die Organisation Amerikanischer Staaten (OAS) ist mit den Grenzfragen befasst und tritt als Vermittler auf.
Die Beziehungen zu den Nachbarstaaten im Norden (Guatemala, Belize und Mexiko) und im Süden (Costa Rica, Panama) sind freundschaftlich. Am 16. April 2001 trat der im Jahr zuvor unterzeichnete Freihandelsvertrag („Tratado de Libre Comercio“) zwischen Mexiko und den drei Ländern des sog. „nördlichen Dreiecks“ El Salvador, Honduras und Guatemala in Kraft.
Honduras unterhielt diplomatische Beziehungen zu Taiwan. Die Beziehungen zu diesem Land, aber auch zu Japan und Südkorea, waren aufgrund der erheblichen entwicklungspolitischen Leistungen und des handelspolitischen Gewichts der betroffenen Staaten intensiv. Im Januar 2002 wurden die diplomatischen Beziehungen zu Kuba wiederhergestellt. Die honduranische Präsidentin kündigte 2023 an, diplomatische Beziehungen zur VR China an Stelle von Taiwan anzuknüpfen.
Honduras hatte während des Dritten Golfkrieges 370 Soldaten im Irak stationiert und zählte zu den Staaten der „Koalition der Willigen“, die die USA mit Truppen unterstützten. Kurz nach der Entscheidung Spaniens, seine Soldaten zurückzuziehen, folgte Honduras Mitte April 2004 diesem Beispiel.
Mitgliedschaft in internationalen Organisationen
Honduras ist Gründungsmitglied der Vereinten Nationen und der Organisation Amerikanischer Staaten, von der es seit dem 5. Juli 2009 allerdings vorübergehend suspendiert wurde. Auch Honduras’ Mitgliedschaft in der CELAC ist derzeit suspendiert. Außenpolitisch wichtig für das Land ist die Zugehörigkeit zur WTO, den Bretton-Woods-Institutionen (Internationaler Währungsfonds und Weltbank) sowie zu den Institutionen des zentralamerikanischen Integrationssystems.
UNDP, UNIDO, UNICEF, FAO, WHO, IMF, Weltbank, Interamerikanische Entwicklungsbank, OAS und die Internationale Organisation für Migration (OIM) haben eigene Vertretungen in Honduras. Die Zentralamerikanische Bank für Wirtschaftsintegration (BCIE) hat ihren Sitz in Tegucigalpa. Honduras ist Mitglied von Petrocaribe.

## Wirtschaft

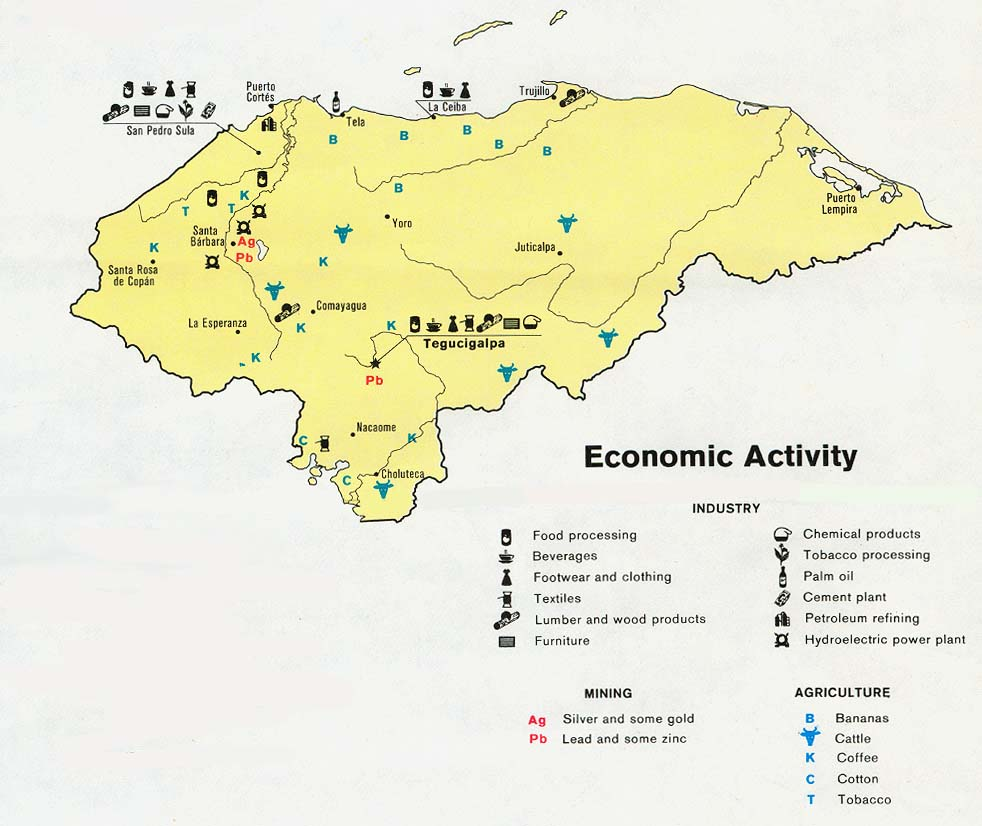
Wirtschaftskarte von Honduras, 1983

Für viele ist Honduras noch immer die sprichwörtliche „Bananenrepublik“. Diese Bezeichnung ist heute ebenso irreführend wie die Zweiteilung in die „Bananenenklave“ und den „Rest des Landes“. Drei US-amerikanische Konzerne, die United Fruit Company, die Standard Fruit Company und die Cuyamel Fruit Company, hatten sich um die Wende vom 19. zum 20. Jahrhundert mit Hilfe großzügiger Konzessionen riesige Flächen im karibischen Tiefland angeeignet. Sie bauten Straßen, Eisenbahnen und Siedlungen für ihre Arbeiter und wurden die größten Arbeitgeber im Land; sie zahlten nur geringe Steuern, obwohl ihre Gewinne viele Jahre den Staatshaushalt überstiegen; sie machten die „Enklave“ zum weltgrößten Exporteur von Bananen; sie korrumpierten die Politiker und versorgten willfährige Diktatoren mit Geld und Waffen. Als diese in den Jahren 1911, 1913 und 1924/1925 dennoch mit Streiks und Unruhen nicht fertigwurden, schickte Washington Interventionstruppen. Während der Weltwirtschaftskrise in den 1930er-Jahren kaufte die United Fruit Company den Cuyamel-Konkurrenten auf und wurde zum „Staat im Staate“. Der von 1933 bis 1948 regierende Diktator Tiburcio Carías Andino leistete ihr durch die Unterdrückung von Gewerkschaften und Streiks Schützenhilfe. Nach dem großen Streik von 1954 verkleinerten die beiden Konzerne schrittweise ihre Plantagen und halbierten die Zahl der Arbeiter. Allmählich nahm der Staat stärkeren Einfluss auf die Produktion und Vermarktung der Bananen. Gleichzeitig holte der „Rest des Landes“ auf. Der Anteil der Bananen am Gesamtexport fiel von rund 50 % in den 1960er-Jahren auf ein Drittel in den 1990er-Jahren. Vor allem die Anteile von Kaffee und Fleisch erhöhten sich.

Entwicklung des realen Bruttoinlandsprodukts pro Kopf in El Salvador, Guatemala und Honduras

Honduras gehört zu den ärmsten Ländern Mittelamerikas. Der größte Teil der Bevölkerung (80 %) lebt an oder unter der absoluten Armutsgrenze. Eine hohe Arbeitslosenquote und eine extrem hohe Auslandsverschuldung kennzeichnen die wirtschaftliche Situation. Honduras profitiert von dem 2005 beschlossenen internationalen Schuldenerlass. Im Global Competitiveness Index, der die Wettbewerbsfähigkeit eines Landes misst, belegt Honduras Platz 96 von 137 Ländern (Stand 2017–2018). Auf dem Index für wirtschaftliche Freiheit 2024 belegte das Land Platz 89 von 176 Ländern.
Das Land führt eine Wertpapierbörse mit dem Namen Bolsa Centroamericana de Valores mit Sitz in der Hauptstadt.
| Jahr                                    | 2010  | 2015  | 2016  | 2017  | 2018  | 2019  | 2020   | 2021   | 2022  | 2023  |
| --------------------------------------- | ----- | ----- | ----- | ----- | ----- | ----- | ------ | ------ | ----- | ----- |
| BIP in Mrd. USD (Kaufkraftparität)      | 37,3  | 48,1  | 50,5  | 53,9  | 55,0  | 57,5  | 54,5   | 63,8   | 71,2  | 76,4  |
| BIP pro Kopf in USD (Kaufkraftparität)  | 4.483 | 5.284 | 5.446 | 5.711 | 5.729 | 5.888 | 5.481  | 6.309  | 6.918 | 7.295 |
| BIP-Wachstum (real)                     | 3,7 % | 3,8 % | 3,9 % | 4,8 % | 3,8 % | 2,6 % | −9,0 % | 12,6 % | 4,1 % | 3,6 % |
| Inflation (in Prozent)                  | 4,7 % | 3,2 % | 2,7 % | 3,9 % | 4,3 % | 4,4 % | 3,5 %  | 4,5 %  | 9,1 % | 6,7 % |
| Staatsverschuldung (in Prozent des BIP) | 22 %  | 39 %  | 40 %  | 41 %  | 43 %  | 44 %  | 54 %   | 51 %   | 50 %  | 45 %  |

### Wirtschaftspolitik
Den Empfehlungen der internationalen Gebergemeinschaft entsprechend investiert die honduranische Regierung im Rahmen ihrer nationalen Armutsbekämpfungsstrategie verstärkt in den sozialen Bereich. Nahezu 50 % der Ausgaben des Haushalts 2005 entfallen auf Erziehung, Gesundheit, Sozialversicherung, sozialen Wohnungsbau und ländliche Entwicklungsprogramme (d. h. auf die Umsetzung der nationalen Armutsbekämpfungsstrategie). Die Wirtschaftspolitik der Regierung steht im Zeichen einer engen Zusammenarbeit mit den bilateralen und multilateralen Gebern und den internationalen Finanzinstitutionen. Honduras ist eine liberale, auf Freihandel und Investitionserleichterungen ausgerichtete Marktwirtschaft (Lohnveredelungsregime, Freihafenregelungen, Zoll- und Steuervergünstigungen für Investoren, freier Kapitaltransfer). Insbesondere die Maquilagesetzgebung nach mexikanischem Vorbild hat in den vergangenen Jahren zahlreiche Investoren insbesondere aus den USA, Taiwan und Südkorea ins Land gebracht. Die Textil- und Holzverarbeitung konzentriert sich auf San Pedro Sula in der Nähe der Karibikküste, die zweitgrößte Stadt und Wirtschaftszentrum des Landes. Der Sektor beschäftigt insgesamt rund 130.000 Personen und hat 2004 830,7 Mio. US-Dollar erwirtschaftet.
Die makroökonomischen Daten zeigen, dass sich die honduranische Wirtschaft von den Folgen des Wirbelsturms weitgehend erholt hat. Die bis zu 70 % zerstörten Kulturen der beiden großen Exporterzeugnisse (Kaffee und Bananen) produzieren inzwischen wieder auf dem Niveau vor der Katastrophe. Das Bruttoinlandsprodukt (BIP) wies für 2004 eine Wachstumsrate von 5,0 % auf und lag damit deutlich über dem Bevölkerungswachstum (2,5 %). Die Inflationsrate betrug 9,2 %. Problematisch sind für Honduras die niedrigen Weltmarktpreise für Kaffee, die Marktzugangsbeschränkungen für Bananen und insbesondere die Ölpreiserhöhungen des Jahres 2004.
Mit Sonderverwaltungszonen nach einem umstrittenen Konzept namens ZEDE versucht die honduranische Regierung in jüngster Vergangenheit Investitionen aus dem Ausland anzuwerben.

### Währung
Die honduranische Währung heißt Lempira, benannt nach dem indianischen Freiheitskämpfer und Nationalhelden, der sich bis zu seinem Tod 1537 gegen die spanischen Invasoren aufgelehnt hatte.
100 Centavos sind ein Lempira. Ein erheblicher Teil der honduranischen Wirtschaft ist dollarisiert, d. h., dass Geschäfte ab einer bestimmten Höhe (etwa Mietverträge und ein großer Teil der Sparkonten) in US-Dollar abgewickelt werden. Anders als im offiziell dollarisierten Nachbarland El Salvador oder auch in Nicaragua kann man aber bei Kleingeschäften, etwa an der Supermarktkasse oder bei einer Taxifahrt, nicht mit Dollar bezahlen – mit Ausnahme der Touristenzentren der Islas de la Bahía, wo der Dollar im Wesentlichen als Zweitwährung fungiert.

### Wirtschaftszweige

#### Landwirtschaft
Ein Drittel der Landesfläche könnte landwirtschaftlich genutzt werden; tatsächlich sind es nur etwa 12 %. Während viele Großgrundbesitzer riesige Flächen brach liegen lassen, haben die meisten Kleinbauern zu wenig Land, um genügend Nahrungsmittel für ihre eigenen Familien und darüber hinaus für die rasch wachsende Stadtbevölkerung anbauen zu können. Eine in den Jahren 1974 bis 1978 eingeleitete Landreform sollte 120.000 Familien mit Land versorgen. Der Widerstand der Großgrundbesitzer und Verwaltungsprobleme verzögerten aber die Durchführung. Am Ende wurde ihre Zielvorgabe um die Hälfte verfehlt; ein Drittel der Bevölkerung muss sich weiterhin als Wanderarbeiter durchschlagen. Erfolgreicher war das Bemühen der Entwicklungsplaner, die außenwirtschaftlich gefährliche Monokultur der Banane zu überwinden.
Der Viehbestand umfasst vorwiegend Rinder und Schweine. Geflügel wird hauptsächlich für den Eigenverbrauch gezüchtet.
Die Volkswirtschaft ist auf den Agrarsektor ausgerichtet, in dem 15 % des BIP erzeugt werden. Dabei sind jedoch nicht mehr Bananen die Hauptanbauprodukte, sondern Kaffee und Krustentiere. Die meisten Familienbetriebe produzieren Mais und Bohnen für den Eigenbedarf. Auf den wenigen Großplantagen, die überwiegend in US-amerikanischem Besitz sind, werden Bananen und Kaffee für den Export angebaut.

#### Forstwirtschaft und Fischerei
Die Forstwirtschaft ist ein bedeutender Wirtschaftszweig des Landes. Allerdings geht die zunehmende wirtschaftliche Nutzung der Wälder mit der ökologischen Schädigung der tropischen Regenwaldbestände des Landes einher. Allein 1998 rodete die holzverarbeitende Industrie 6,92 Millionen Kubikmeter Holz. Programme zur Wiederaufforstung werden durch schonungslose Rodungsmethoden und eine mangelhafte Verkehrsinfrastruktur behindert. Wertvolle Holzarten sind Kiefer, Mahagoni, Ebenholz, Walnuss und Rosenholz. Die Fischwirtschaft umfasst hauptsächlich den Fang von Schalentieren.

#### Dienstleistungen
Weitere 50 % des BIP entfallen auf den Handel und andere Dienstleistungen. In den letzten Jahren gab es ein leichtes Realwachstum, doch der mittelständischen Wirtschaft geht es weiterhin schlecht. Einen Gewinn können fast ausschließlich ausländische Unternehmen verbuchen, die aufgrund der geringen Mindestlöhne und vielen Arbeitslosen Fabriken in Honduras bauen. Eine wachsende Einnahmequelle ist der stetig wachsende Tourismus. Besonders beliebt ist die große Ausgrabungsstätte von jahrtausende alten Maya-Ruinen in Copán (Ruínas de Copán) und den Islas de la Bahía (Bay Islands), einer Inselkette im Norden des Landes. Sie besteht hauptsächlich aus den drei vorgelagerten Karibikinseln Utila (die kleinste), Guanaja und Roatán, die größte und gleichzeitig beliebteste unter ihnen. Die Touristenzahlen steigen jährlich, weiteres Wachstum in diesem Bereich wird erwartet. Im Jahr 2004 empfing Honduras über eine Million Besucher und erzielte damit einen Umsatz von 400 Millionen US-Dollar.

#### Industrie
Honduras hat erste Schritte zur Industrialisierung unternommen – allerdings nicht aus eigener Kraft, sondern mit Hilfe von Auslandsunternehmen und Auslandskapital, in erster Linie aus den USA. US-amerikanische Konzerne beherrschen alle gewinnbringenden Industrie- und Dienstleistungsbranchen. Die einheimischen Klein- und Mittelbetriebe, die vorwiegend Erzeugnisse der Landwirtschaft verarbeiten, erwirtschaften mit ihrer niedrigen Produktivität nur etwa 40 % der Industrieproduktion, beschäftigen aber fast zwei Drittel der Industriearbeiter. Honduras war dem Konkurrenzdruck innerhalb des Zentralamerikanischen Gemeinsamen Marktes nicht gewachsen und nutzte den Fußballkrieg mit El Salvador (1969) als Vorwand zum Ausscheiden. Die Industrialisierung hat bislang wenig zum Abbau der hohen Arbeitslosigkeit beigetragen.
Der Schwerpunkt der schwach entwickelten Industrie liegt in der Verarbeitung von Agrarprodukten. Die für die wirtschaftliche Entwicklung dringend benötigten Devisen werden aus den Überweisungen der etwa eine Million Menschen zählenden Auslandshonduraner und durch die Touristikbranche generiert.

#### Bergbau
Honduras besitzt reiche Vorkommen an Silber, Zink und Blei. Weitere, größtenteils nicht geförderte Bodenschätze sind Eisenerz, Kohle, Kupfer und Antimon.

### Arbeitsmarkt und Gewerkschaften
Die reelle Arbeitslosigkeit liegt bei 40 % und der gesetzliche Mindestlohn beträgt je nach Beschäftigung 4055 L bis 5500 L. Damit liegt der Monatsmindestlohn bei ungefähr 160 bis 220 Euro. Die offizielle Arbeitslosenquote wird 2017 mit 5,9 % angegeben. Die Unterbeschäftigungsquote wird auf ein Drittel der Bevölkerung geschätzt. Die Gesamtzahl der Beschäftigten wird für 2017 auf 3,7 Millionen geschätzt, davon 37,8 % Frauen.
Bedeutende Gewerkschaften sind die Confederación de Trabajadores de Honduras,
Confederación General de Trabajadores und die Confederación Unitaria de Trabajadores de Honduras. Die Gewerkschaften stellen keine geschlossene einheitliche Kraft dar. Bedeutendster gewerkschaftlicher Dachverband ist die „Confederación de Trabajadores de Honduras“, die sich um modernes Management und internationale Zusammenarbeit bemüht. Einzelne Gewerkschaften haben merkbares Gewicht, so die Gewerkschaft der Bananenarbeiter und die Vereinigung der Lehrkräfte und Angestellten im Gesundheitswesen.

### Außenhandel
Trotz der Exportorientierung der honduranischen Außenwirtschaft weist die Handelsbilanz einen negativen Saldo aus. Honduras exportierte 2004 Waren im Wert von 1.580,5 Mio. US-Dollar und importierte Waren im Wert von 3.678,5 Mio. US-Dollar. Die Dienstleistungsbilanz ist dank des expandierenden Tourismussektors dagegen positiv. Ein wichtiger Wirtschaftsfaktor sind schließlich die unentgeltlichen Transfers, d. h. Überweisungen der rund 1 Mio. im Ausland lebenden Honduraner (2016: 3.700 Mio. US-Dollar, d. h. ca. 18 % des BIP). Die Quote der internationalen Währungsreserven im Vergleich zur Außenverschuldung betrug 2004 rund 30 %. Die 2005 zu erwartende Mittelfreisetzung im Rahmen der Schuldenerlassinitiative zugunsten der am höchsten verschuldeten armen Entwicklungsländer (HIPC) wird diese Situation verbessern.

### Staatshaushalt
Der Staatshaushalt umfasste 2016 Ausgaben von umgerechnet 4,38 Mrd. US-Dollar, dem standen Einnahmen von umgerechnet 3,98 Mrd. US-Dollar gegenüber. Daraus ergibt sich ein Haushaltsdefizit in Höhe von 1,9 % des BIP.

Die Staatsverschuldung betrug 2016 9,7 Mrd. US-Dollar oder 45,4 % des BIP.
2020 betrug der Anteil der Staatsausgaben (in % des BIP) folgender Bereiche:
- Gesundheit: 9,0 %
- Bildung: 6,4 %
- Militär: 1,5 % (2023)

## Infrastruktur

### Verkehrswesen

#### Straße
Das Straßennetz ist rund 13.603 Kilometer lang, davon sind 20 Prozent (ungefähr 2775 km) befestigt. Die Panamericana (160 Kilometer in Honduras) verbindet das Land mit Nicaragua, Guatemala und El Salvador. Wetterfeste Straßen führen von Tegucigalpa nach San Pedro Sula, Puerto Cortés, La Ceiba und den wichtigsten Städten an der Karibikküste und am Golfo de Fonseca im Süden. Von Fahrten nach Einbruch der Dunkelheit wird abgeraten. Abseits der Überlandstraßen ist die Benutzung von geländegängigen Fahrzeugen ratsam. Fernbusse, die Hauptverkehrsmittel, verkehren regelmäßig zwischen den größeren Städten. Rechtzeitige Buchung wird empfohlen, die Fahrpreise sind sehr günstig. Taxis haben keine Taxameter, innerhalb der Städte gelten Einheitstarife. Sie sind nicht immer in sicherem Zustand. Auf längeren Strecken sollte man den Fahrpreis im Voraus vereinbaren. Es gibt auch Sammeltaxen, sogenannte Colectivos.

#### Eisenbahn
Das Eisenbahnnetz in Honduras, das hauptsächlich für den Bananentransport aufgebaut wurde, erstreckt sich über fast 700 Kilometer entlang der Nordküste. Es gibt nur drei Bahnstrecken im Norden des Landes. Besucher konnten auf einem Bananenzug von San Pedro Sula reisen und in La Ceiba in einen Touristenzug umsteigen. Auch diese letzte Strecke ist schon seit 2007 nicht mehr in Betrieb. Jedoch bemüht man sich seit 2010 um einen Wiederaufbau. Eine erste Teilstrecke innerhalb San Pedro Sula wurde wieder in Betrieb genommen.

#### Flugverkehr
Der gebirgige Charakter des Landes macht das Flugzeug zu einem wichtigen Transportmittel. Drei internationale Flughäfen und über 100 kleine Flugplätze sind in Betrieb. Die Inlandsfluggesellschaften Isleña Airlines, Aero Honduras, Atlantic Honduras und Sosa Airlines verbinden Tegucigalpa täglich mit den Provinzstädten des Landes. Die anderen größeren Flughäfen sind San Pedro Sula (SAP), La Ceiba (LCE) und Roatan Island Airport (RTB). Isleña Airlines und Sosa Airlines bieten Flüge auf die Insel Utila vor der Karibikküste an. Es gibt über 30 Flugplätze für Geschäfts- und Charterverkehr. Auch abgelegene Regionen werden regelmäßig von Leichtflugzeugen angeflogen.

#### Schifffahrt
Der Yojoasee und eine Reihe von Flüssen sind schiffbar. Die Länge der schiffbaren Wasserstraßen beträgt 465 km. Fähren verkehren zwischen den Häfen an der Karibik- und Pazifikküste. Einzelheiten kann man von den Hafenbehörden erfahren. Von La Ceiba und Puerto Cortés gibt es mehrmals wöchentlich Verbindungen zu den Islas de la Bahía. Vereinbarungen müssen mit den Bootseigentümern getroffen werden.

### Telekommunikation und Internet
Die Internationale Telefonvorwahl von Honduras ist +504. Ortsnetzkennzahlen gibt es nicht. Die Festnetznummern einer Region beginnen jedoch immer mit den gleichen Ziffern (z. B. Tegucigalpa mit 23). Mobiltelefon-Nummern beginnen mit einer 9 (tigo), einer 8 (digicell) oder einer 3 (claro).
In Honduras gibt es ungefähr dreihunderttausend Telefonanschlüsse und etwas mehr Mobiltelefone. Internetzugänge gibt es landesweit etwa 170.000.
Die staatliche monopolistische Telefongesellschaft Empresa Hondureña de Telecomunicaciones (Hondutel) ist der einzige Anbieter von Telefonleitungen. In den touristisch erschlossenen Gebieten wie den Islas de la Bahía und der Region um Tela und La Ceiba gibt es mehrere lokale Anbieter von satelliten- und funkgestützten Internetanbindungen. Öffentliche Telefone sind oft Kartentelefone. In manchen Orten gibt es auch öffentliche Telefonzentralen von Hondutel, in denen man Faxe empfangen und senden, sowie Anrufe absetzen und annehmen kann. Ein Internetanbieter ist NetSys. In größeren Städten und touristischen Regionen gibt es zahlreiche Internetcafés.
Die Bemühungen um eine Privatisierung des Festnetzsektors sind bislang gescheitert, da die potenziellen Käufer vor den enormen Investitionssummen zurückschrecken, die nötig wären, um die bislang staatliche Telefongesellschaft Hondutel rentabel zu machen. Das Staatsunternehmen betreibt derzeit ca. 300.000 Festnetzanschlüsse; ca. 400.000 potentielle Kunden stehen auf der Warteliste. Die Wartezeiten bis zur Verlegung und Freischaltung eines Anschlusses betragen durchschnittlich drei Jahre, in vielen Fällen bis zu sieben Jahren. (Durch die Zahlung eines entsprechenden Betrages an den jeweiligen Hondutel-Angestellten lässt sich die Zeit jedoch auf zwei Wochen verkürzen). Kunden, die es sich leisten können, weichen auf die Dienste der beiden privaten Mobiltelefonanbieter Airtel Africa und Megatel aus. Von öffentlichen Telefonzellen aus, die von Hondutel betrieben werden, kann man keine Handys anrufen. Für Telefonate ins Ausland, insbesondere in die USA und nach Europa, greifen viele Honduraner auf die Möglichkeit der sehr preiswerten Internettelefonie zurück, die fast in jedem Internetcafé angeboten wird.
Im Jahr 2022 nutzten 59,7 Prozent der Einwohner von Honduras das Internet.

### Postwesen
Luftpost nach Europa benötigt vier bis sieben Tage. Öffnungszeiten der Postämter sind Montag bis Samstag 8.00 bis 12.00 Uhr und 14.00 bis 18.00 Uhr. Die Situation der staatlichen Post Honducor ist problematisch. Aufgrund ihres schlechten Services (lange Transportzeiten und hohes Risiko, dass Sendungen verloren gehen) ist sie in Finanznöten, die 2002 beinahe zur Schließung geführt hätten. Wer es sich leisten kann, schickt private Kuriere.

## Kultur
Mit Ausnahme einiger abgelegener indigener Siedlungen ist die Kultur von Honduras hauptsächlich spanisch geprägt. Sowohl in Tegucigalpa als auch in der früheren Hauptstadt Comayagua überwiegen koloniale Bauten. Das Herzstück der kolonialen Architektur ist die barocke Kathedrale von Comayagua aus dem 18. Jahrhundert. Das bedeutungsvollste indianische Erbe ist der Ruinenkomplex von Copán, eine Tempelanlage aus der spätklassischen Epoche.

### Feiertage
Folgende Feiertage werden in Honduras begangen:
- Neujahr (1. Januar)
- Tag der amerikanischen Länder (14. April)
- Tag der Arbeit (1. Mai)
- Unabhängigkeitstag (15. September)
- Geburtstag von Morazán, dem Nationalhelden (3. Oktober)
- Kolumbustag (12. Oktober)
- Tag der bewaffneten Truppen (21. Oktober)
- Weihnachten (25. Dezember)

Während der Karwoche (Semana Santa) schließen die Geschäfte von Mittwoch bis Sonntag. Alle Dörfer und Städte haben eigene Feiertage zu Ehren ihrer jeweiligen Schutzheiligen. Außerdem werden regionale Feste veranstaltet, wie der Karneval von La Ceiba im Mai. Im Alter von 15 Jahren feiern die Mädchen La Fiesta Rosa, bei der sie als vollwertige Mitglieder in die soziale Gemeinschaft aufgenommen werden. Im Rahmen aufwendiger Feiern wird ihre Reife zur Frau gewürdigt.

### Musik
Musikalisch ist Honduras vom Neben- und Miteinander der verschiedenen ethnisch-kulturellen Identitäten geprägt. Der im Radio und Diskotheken zu hörende „Mainstream“ enthält die in Lateinamerika übliche Mischung aus spanisch- und englischsprachigem Pop und Rock und die jeweils dominierenden lateinamerikanischen Musikrichtungen von Merengue über Salsa bis zu Reggaeton und Bachata. Bei privaten und öffentlichen Festlichkeiten sind die traditionelleren und spezifisch honduranischen Musikstile beliebt, allen voran die trommelbetonte und äußerst temporeiche Puntamusik der Garífuna. Der aus dem Küstenstädtchen La Ceiba stammende Liedermacher Guillermo Anderson verbindet in seinen Songs moderne Rock-, Pop- und Reggae-Elemente mit Einflüssen der Punta und sozialkritischen Liedtexten. Auf Dorffesten und anderen Feierlichkeiten im Hochland ist, besonders bei älteren Menschen, die Musik von Marimba-Orchestern sehr beliebt. Diese kleinen Combos bestehen oft aus Musikern im Seniorenalter, die, was Virtuosität und persönliche Ausstrahlung betrifft, durchaus mit ihren kubanischen Kollegen des Buena Vista Social Club vergleichbar sind. Unter den Garifunas, den schwarzen Honduranern, wurde Aurelio Martínez durch seinen Afro-Pop bekannt.
Die Marimba ist das populärste Musikinstrument; sie wird vorwiegend im nördlichen Küstengebiet gespielt und kommt bei afrokaribischer Folklore zum Einsatz.

### Literatur

Rigoberto Paredes, stellvertretender Kulturminister, trat auf zahlreichen internationalen Literaturfestivals und bei vielen Lesungen auf

### Malerei
Honduranische Maler sind außerhalb des Landes – abgesehen von einigen Autodidakten der „naiven“ Kunst wie José Antonio Velásquez (1906–1983) – kaum bekannt. Zu den in Honduras bekannt gewordenen zeitgenössischen Malern gehört der Muralist Javier Espinal.

### Film
Der Film No amanece igual para Todos (2011) von Manuel Villa, Ramón Hernández und Francisco Andino durfte im Land nicht gezeigt werden. Der Historienfilm Morazán von Hispano Durón (2017) behandelt den Verrat an dem zentralamerikanischen Reformpräsidenten und Nationalhelden Francisco Morazán in den frühen 1840er Jahren.

### Kulinarisches
Die Grundnahrungsmittel der Honduraner sind Mais, Reis und Bohnen. Mais gibt es vor allem in Form von flachen Tortillas (die ausschließlich aus Maismehl und Wasser hergestellt werden) und ist Bestandteil so gut wie jeder Mahlzeit. Ein typisches honduranisches Frühstück besteht aus Tortillas, Bohnenmus (frijoles fritos) und Rühr- oder Spiegelei, evtl. kommen noch einige Scheiben gekochter oder frittierter Kochbanane (plátano) dazu. Eine besondere Form der Tortilla ist die Pupusa, eine dickere Maistortilla, die mit Wurststückchen oder Käse gefüllt ist.
In einigen Restaurants bekommt man als Vorspeise ein so genanntes Anafre: Auf dem Tisch des Gastes wird ein spezielles Tongefäß platziert, in dem glühende Kohlestückchen Käsestreifen in Bohnenmus zerschmelzen lassen. Die entstehende Masse wird dann mithilfe von knusprig frittierten Tortilla-Stückchen („tostadas“) zum Mund geführt. Für europäische Gaumen ungewohnter ist das Chili, das in Form von Saucen oder in Essig eingelegten Chilischoten Bestandteil vieler Gerichte ist. Die traditionelle sopa de mondongo wird mit Rindsinnereien zubereitet.
Eine weitere Suppenspezialität ist die sopa de caracol, eine Suppe mit in Streifen geschnittenen Riesenmeeresschnecken (deren Gehäuse von den Garífuna als Musikinstrument in der Puntamusik verwendet wird, da man durch Hineinblasen einen lauten, sehr tiefen Ton erzeugen kann). An der Nordküste, insbesondere in den afrohonduranischen Gemeinschaften, wird viel mit Kokos (-milch, -raspeln usw.) gekocht. Eine besondere Spezialität der garífunas ist casabe, eine Art Fladen aus Maniok.

### Medien
Es gibt in Honduras etwa 100 private Radio- und 9 private Fernsehsender.
Die Besitzer der landesweiten Tageszeitungen, Radio- und Fernsehsender sind entweder selbst Politiker (Ex-Präsident Carlos Flores besitzt u. a. die Tageszeitung El Tiempo) oder in ihren Interessen mit diesen eng verwoben (weitere Tageszeitungen mit landesweiter Verbreitung sind El Heraldo, La Prensa und La Tribuna). Journalisten werden durch Korruption oder Repressalien (z. B. Entlassung) gefügig gemacht. Eine Gruppe kritischer und unabhängiger Journalisten setzt sich unter dem Namen C-Libre auf politischer und gesellschaftlicher Ebene für mehr Presse- und Informationsfreiheit ein und betreibt die Internet-Zeitung ConexiHon.
Außerdem gibt es die Wochenzeitungen Tiempos del Mundo und die englischsprachige Honduras this week.
Die Organisation Reporter ohne Grenzen stellt fest, dass sich die Pressefreiheit in Honduras nach dem Militärputsch von 2009 kontinuierlich verschlechtert hat. Journalisten würden von Staatsorganen und von Verbrecherkartellen eingeschüchtert und bedroht.

### Sport
Fußball ist Nationalsport; dreimal gelang der Nationalmannschaft bislang die Qualifikation für die Endrunde einer Fußball-WM (1982, 2010 und 2014). Baseball, Basketball, Boxen und Bowling sind ebenfalls sehr beliebt.
Special Olympics Honduras nahm bereits mehrmals an Special Olympics Weltspielen teil.